# Překladatel

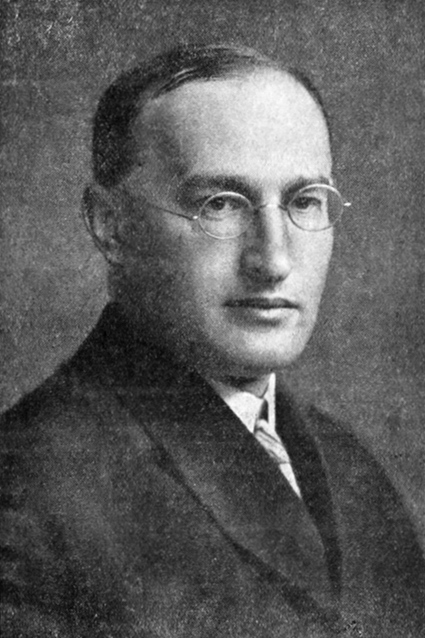
Pavel Eisner, významný český překladatel a literární vědec

Překladatel je člověk, který převádí texty z jednoho jazyka do jiného, či přesněji řečeno odborník na písemné jazykově-kulturní zprostředkování. Z translatologického hlediska je překladatel pouze ten, kdo produkuje psaný převod jednoho jazykového kódu do druhého. Odborník na ústní jazykově-kulturní zprostředkování je pak označován jako tlumočník. Zastřešující pojem pro překladatele a tlumočníka je translátor.
Profesionální překladatelé zpravidla provádějí překlady z cizího jazyka do své mateřštiny, neboť tímto způsobem bývá dosahováno nejkvalitnějších výsledků. Pro překladatelství jsou též dobře využitelní bilingvní lidé.
V České republice je provádění překladů volnou živností. Pro soudně ověřené překlady je ale nutné složit speciální překladatelskou státní jazykovou zkoušku.[zdroj?]